# 救急箱

ISOにおけるファーストエイド・シンボル

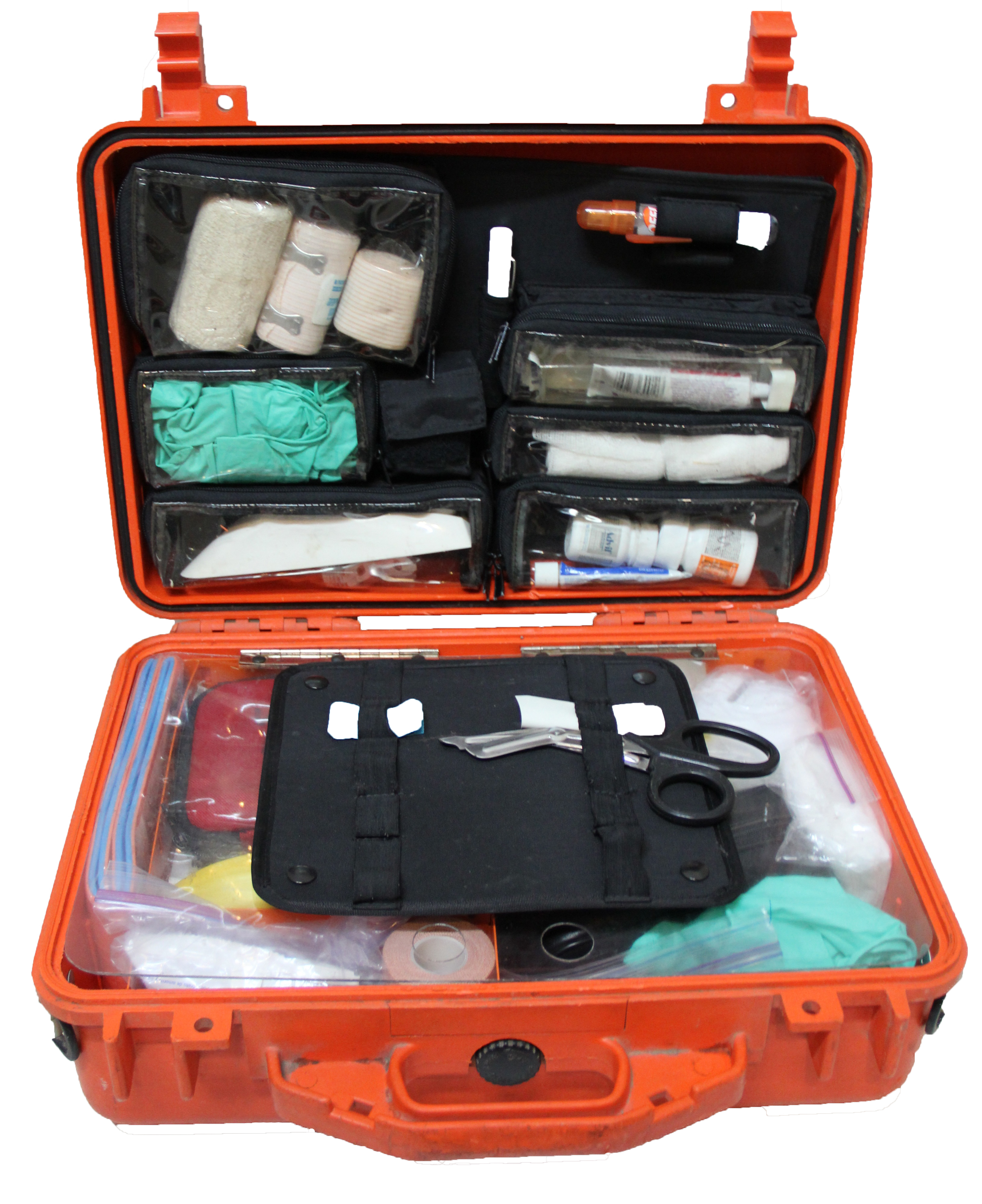
救急箱の内容物

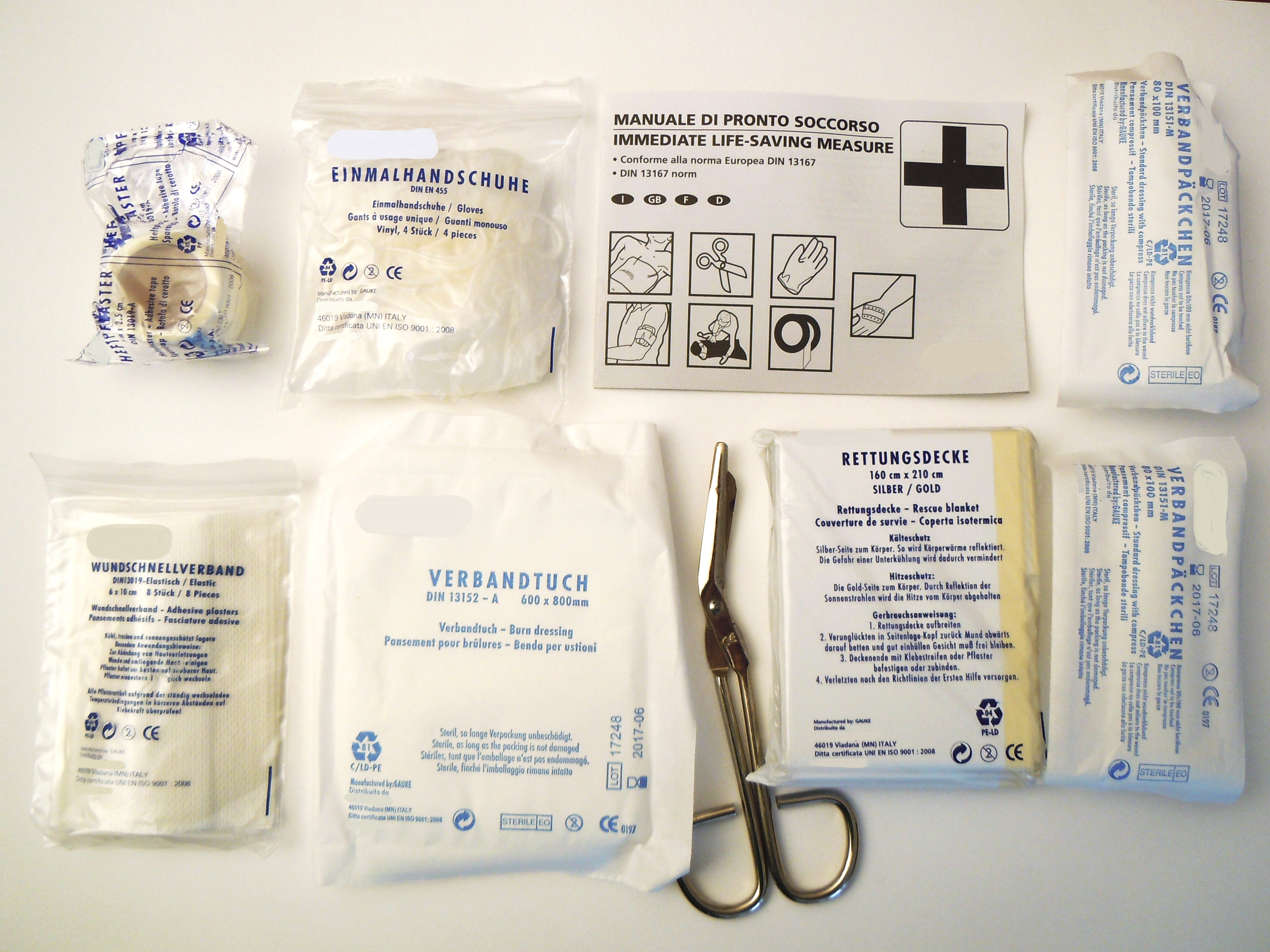
ドイツ工業規格DIN13167準拠の救急箱の中身

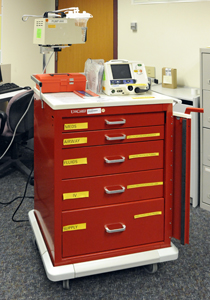
救急カート

救急箱（きゅうきゅうばこ）とは、応急処置のために使用される薬品や医療器具を収納した箱のことである。中国の唐の時代には、薬籠（やくろう、やろう）と呼ばれ、室町時代に携帯できる印籠などと共に輸入された。

## 概要
これに類する箱は、詳しくは後述するが、その置かれている場所・使う人によってその内容物・適用される外傷や疾患の種類や程度に差があるが、いずれにせよ急を要する外傷や疾患への初期対処を目的としたものである。持ち運びの弁がよく、また内容物を保管し、目的別に取り出しやすいよう、内部は仕切りなどによって小分けされている。
外箱の材質は、木製・金属製または合成樹脂製で、多くは取っ手の付いた持ち運びやすい形状が採られている。また多くの救急箱の外装には、緑十字ないし赤十字のマークが描かれていて、誰の目にもすぐに救急箱とわかるようになっていることが多い。なお、こういった内容物を袋（鞄）など別の容器に収めることもしばしば行われ、そのようなものは「ファーストエイドキット」（First aid kit）などと呼ばれる。一般家庭・事業所向けのセットは小型の手提げ鞄程度の大きさとなるが、アウトドア用途などにおいては、個人向けに必要最小限の用品がコンパクトにまとめられた、携帯の便が良いポーチ程度のものも見られる。
家庭や一般の事業所などで見られるものの多くは、常備薬のほか、軽微な外傷への対応および止血など簡易な外科処置に必要となる内容を詰め合わせた救急箱セットをそのまま買ってきたもので、これら一般販売されているものには、だいたい以下の項で記載されているような商品が詰め込まれている。また、これを使う個人各々の事情を勘案に入れ、それらに対処するための医薬品を追加することもしばしば行われる。
医療機関には可動式大型救急箱として、救急の処置・治療に必要な一連の医療用具や薬剤を揃えた救急カートが常備されている。救急カートには気道確保、気管挿管、静脈路確保などに用いる各種器具類、心臓マッサージ用の背板、酸素療法におけるマスク、カニューレ、緊急薬剤などが装備されている。

## 設置義務
このように一般的な環境下で任意的に所持する場合の他、外部との接触が困難な状況下や危険が生じる可能性が高い状況下において、しばしば国家による所持を義務づける法令や、行政による公共施設等に対する指導が為されることがある。日本の場合、航空機という閉鎖的環境下では、医療品一式が入っている救急箱の所持が法令により義務づけられており、事件、事故によって負傷者が出たときに早急な処置を行えるように、パトカーのトランクや白バイには救急箱が用意されている。ドイツ、オーストリアでは、国内にある車すべてに対し、救急箱の所持を義務づけている。またインドの法令では、請負労働を行う際に請負人は救急箱を利用できる状態で所持しなければならないと規定している。

## 一般的な内容
以下は救急箱に収められている主な物品について記載する。ただし、メーカーや用途（一般家庭用、野外活動用、災害組織用等）、サイズ、価格などによって内容は異なり必ずしもリストの通りではない。
- 医薬品

風邪薬、鎮痛剤、下痢止め、外傷薬（軟膏）、殺菌剤（消毒薬）、湿布、抗ヒスタミン薬軟膏
- 処置用材料

包帯、止血帯、清浄綿、カットコットン、脱脂綿、絆創膏、三角巾、ガーゼ、綿棒、サージカルテープ
- 処置用器具

ピンセット、はさみ、毛抜き（とげ抜き）、爪切り、体温計、マスク、手袋、安全ピン、ペンライト
- その他

応急処置の手引、ボールペン、メモ帳

## 注意点
- 薬品には使用期限があり、余り大幅にこの期限を過ぎると変質して効果が薄れる・害を及ぼす場合もあるため、定期的に内容物の点検・交換が必要である。また、薬品類は熱に弱く、変質しやすいので冷暗所に配置するようにしなければならない。